# George Van Eman Lawrence

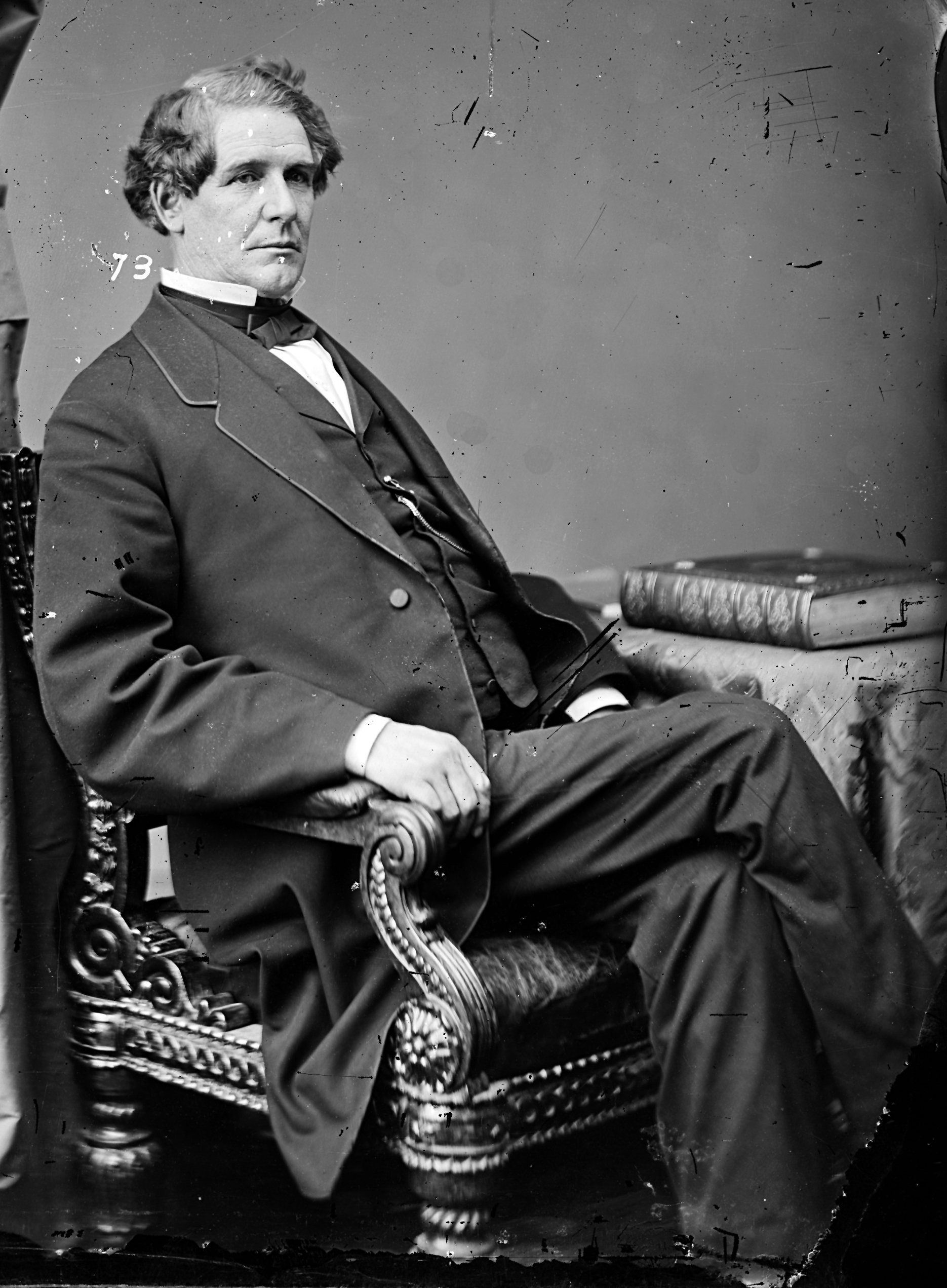
George Van Eman Lawrence

George Van Eman Lawrence (* 13. November 1818 im Washington County, Pennsylvania; † 2. Oktober 1904 in Monongahela, Pennsylvania) war ein US-amerikanischer Politiker. Zwischen 1865 und 1869 sowie nochmals von 1883 bis 1885 vertrat er den Bundesstaat Pennsylvania im US-Repräsentantenhaus.

## Werdegang
George Lawrence war der Sohn des Kongressabgeordneten Joseph Lawrence (1786–1842). Er besuchte die öffentlichen Schulen seiner Heimat und danach das Washington College, das heutige Washington & Jefferson College. Danach betätigte er sich in der Landwirtschaft. Gleichzeitig schlug er eine politische Laufbahn ein. In den Jahren 1844, 1847, 1858 und 1859 war er Abgeordneter im Repräsentantenhaus von Pennsylvania; von 1849 bis 1851 sowie zwischen 1861 und 1863 gehörte er dem Staatssenat an. Im Jahr 1863 war er Präsident dieses Gremiums. Parteipolitisch schloss er sich der 1854 gegründeten Republikanischen Partei an.
Bei den Kongresswahlen des Jahres 1864 wurde Lawrence im 24. Wahlbezirk von Pennsylvania in das US-Repräsentantenhaus in Washington, D.C. gewählt, wo er am 4. März 1865 die Nachfolge des Demokraten Jesse Lazear antrat. Nach einer Wiederwahl konnte er bis zum 3. März 1869 zunächst zwei Legislaturperioden im Kongress absolvieren. Während dieser Zeit endete der Bürgerkrieg. Seit 1865 war die Arbeit des Kongresses von den Spannungen zwischen den Republikanern und Präsident Andrew Johnson belastet, die in einem nur knapp gescheiterten Amtsenthebungsverfahren gipfelten.
1868 verzichtete George Lawrence auf eine erneute Kandidatur. Nach dem Ende seiner ersten Zeit im US-Repräsentantenhaus blieb er auf Staatsebene politisch aktiv. 1872 war er Delegierter auf einem Verfassungskonvent seines Heimatstaates; in den Jahren 1875, 1876 und 1878 gehörte er erneut dem Senat von Pennsylvania an. Bei den Wahlen des Jahres 1882 wurde er erneut im 24. Distrikt seines Staates in den Kongress gewählt, wo er am 4. März William Shadrack Shallenberger ablöste. Da er sich im Jahr 1884 nicht mehr zur Wahl stellte, konnte er bis zum 3. März 1885 nur eine weitere Legislaturperiode im Kongress verbringen. Zwischen 1893 und 1896 war er nochmals Mitglied des Staatssenats. George Lawrence starb am 2. Oktober 1904 in Monongahela, wo er auch beigesetzt wurde.